# Parlamentare gogoși
Parlamentare gogoși este o operă literară scrisă de Ion Luca Caragiale. 